# 努諾·雷森德
努諾·雷森德（英語：Nuno Resende，1973年6月25日—）是一位活躍於法語音樂圈的葡萄牙籍歌手。

## 生平與經歷

### 早期的生活
Nuno出生在葡萄牙波爾圖，是家中唯一的孩子。他於5歲時在波爾圖的法國學校上學。他12歲時(1985年)與家人一同搬到比利時，進入了布魯賽爾的歐洲學校。因為對體育運動的狂熱，他參加了運動培訓課程，並且參加一些體育賽事，尤其是Espérance網球錦標賽。
在他20歲到23歲時(1993年到1996年)，他加入了體育教育學校，並參加了教師培訓課程。
但之後，他決定嘗試發展其音樂職涯，他曾經組過多個搖滾樂團。
在24歲時(1997年)參加由RTBF主辦的才藝競賽-Pour la Gloire。
25歲時(1998年)，Nuno在Alec Mansion成立的樂團La Teuf中擔任主唱。
26歲時(1999年)，Nuno與Luc de Walter合作(The Voice,比利時)，在法語音樂劇美女與野獸中飾演Gontrand的角色。
同一年，Nuno加入樂團Apy和重新錄製Lio的Banana Split。
27歲時(2000年)，La Teuf樂團用歌曲Soldat de l'amour進入歐洲歌唱大賽中的比利時區選。他進入了總決賽但是最後遭到淘汰，同年該樂團解散。
Alex Mansion注意到他優美的聲音，並邀請他加入比利時的幾個不同的專案和合唱項目。

### 從音樂劇到歐洲電視網(2000-2008年)

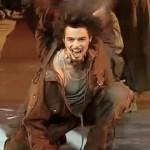
Nuno Resende在音樂劇柳媚花嬌 中(2003年)

2000年，Nuno演唱比利時足球隊的官方歌曲Allez,Allez,Allez。
從2000年到2002年底，Nuno Resende擔任音樂劇《羅密歐與茱麗葉之愛恨纏綿》《莫枯修》與《鐵豹》的替補演員。該音樂劇演員卡司在2001年贏得法語歌的NRJ音樂獎項 。
2003年，他在法語音樂劇《柳媚花嬌》中演出，飾演《Etienne》。
2005年歐洲電視網的比賽中，Nuno代表比利時演唱Le grand soir(Big Night)。但很可惜，他沒有在最後的決賽勝出。

2007年，他在法語音樂劇《阿拉丁》中擔任男主角，該劇在法國會議宮演出。
從2008年9月到2009年1月，在音樂劇《火爆浪子》於巴黎的演出中，他飾演《Roger》和《Dany》的角色。2009年，該劇被Globes de Cristal Award提名。

### 《搖滾莫札特》和《亞當與夏娃，第二次機會》(2009-2012年)

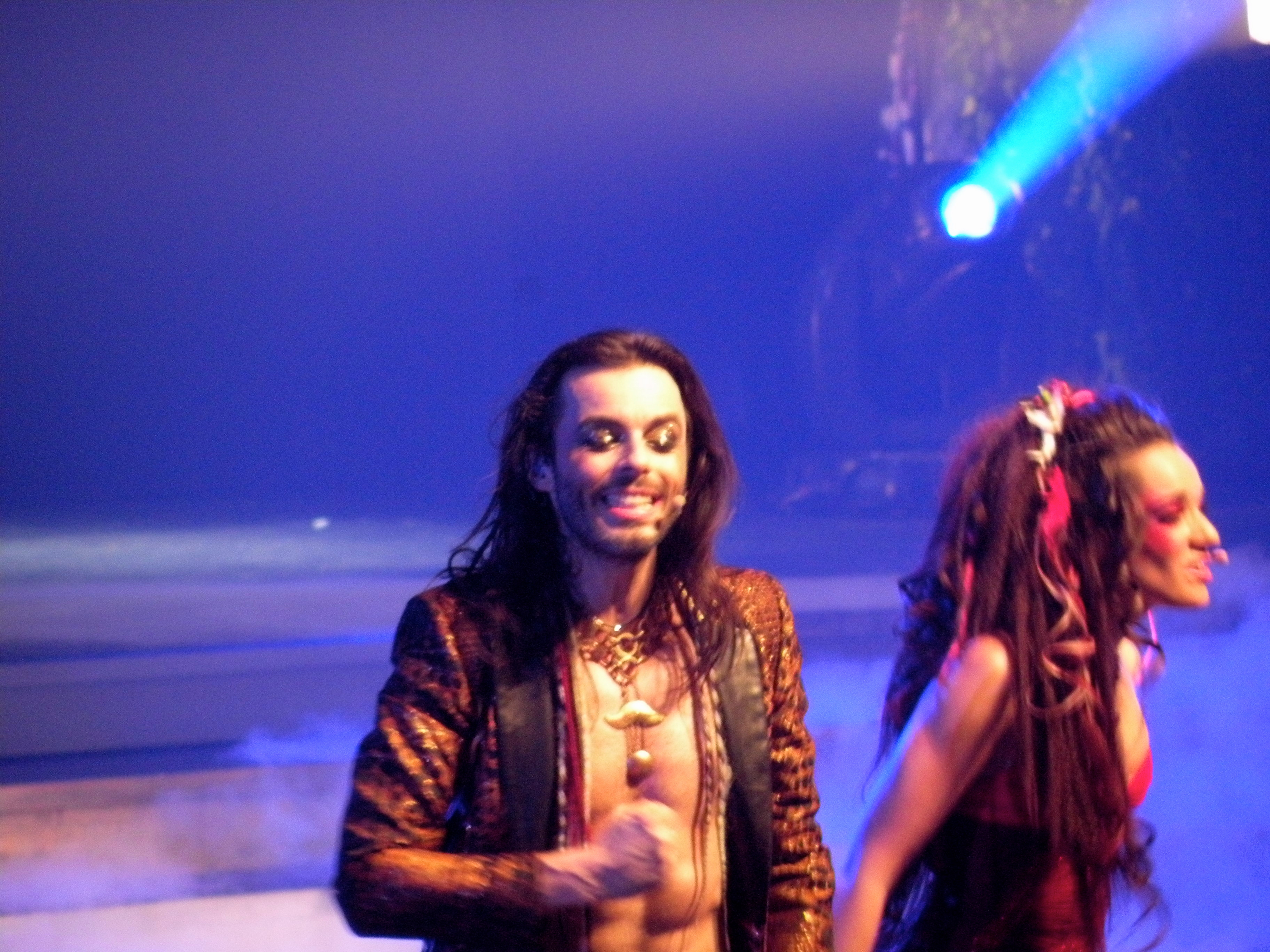
Nuno Resende和Noémie Garcia在法語音樂劇亞當與夏娃：第二次機會(2012年)

在2009年初開始，他重新加入了法語音樂劇《羅密歐與茱麗葉：維洛納之子》的團隊；在韓國巡迴時，他同時是《羅密歐》和《班福留》兩個角色的替補。之後他隨著法語音樂劇《阿拉丁》劇組在法國天頂體育館演出直到2009年5月。 
從2009年到2011年，他進入法語音樂劇《搖滾莫札特》作為《莫札特》一角的替補。他同時也飾演《劇作家史蒂法尼》、《蘇斯邁爾》和《Joseph Lange》。 他第一次以莫札特的角色演出是在2010年4月29日於比利時布魯塞爾，第二次演出莫札特角色則是在次月13日於法國里昂。該劇2010年贏得兩項NRJ音樂獎項：年度最佳法語歌以及法國年度最佳團體獎。

2012年，他在法語音樂劇《亞當與夏娃：第二次機會》扮演《Snake》的角色，該劇由Pascale Obispo製作，於巴黎體育宮演出，該劇同時由Thierry Amiel和Cylia飾演主要角色。
在2012年十月，他演出法語音樂劇《伊莉莎白》，該劇其靈感來自Elizabeth Bathory(匈牙利著名的伯爵夫人)的生活。Nuno飾演《Thurzo》(Elizabeth的愛人)。該劇在比利時演出。

### 從The Voice到拉丁情人(2013年-2014年)

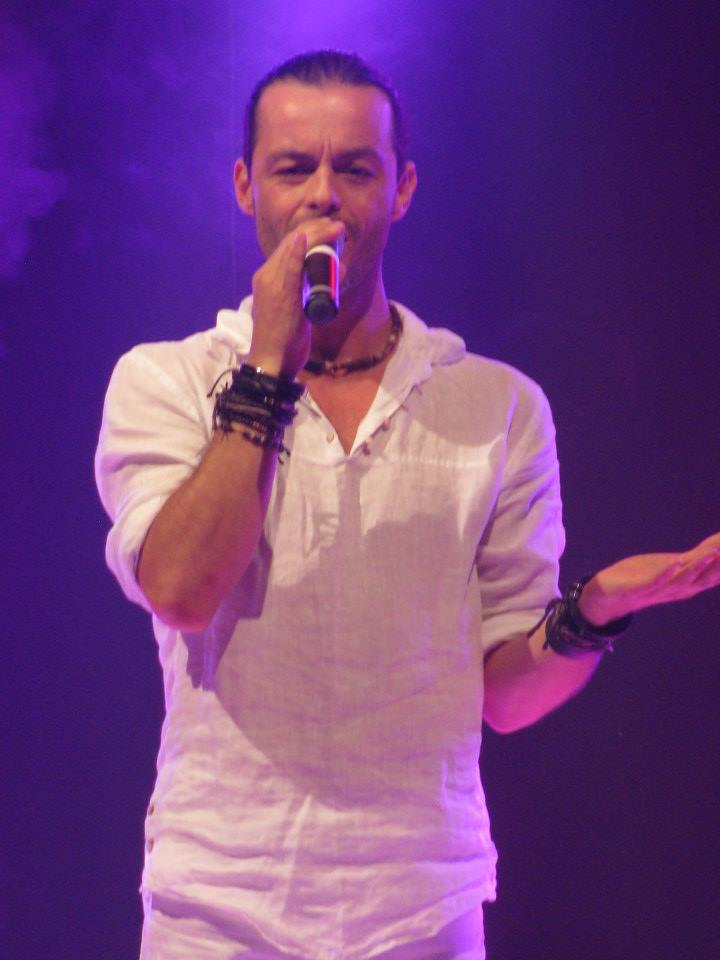
Nuno Resende(2013年)

2013年演出法語音樂劇《皮諾丘》，飾演《蟋蟀先生》(Maître Grigri)。
同年Nuno還參加了The Voice(法國)第二季。他被選入Florent Pagny的團隊，並獲得進入總決賽的資格。最後他獲得第三名的成績。同時他也是八個參加The Voice巡迴演唱會的參賽者之一，該巡迴演唱會在巴黎天頂體育館與黎巴嫩開唱。
另外Nuno也在法國亞維儂舉行個人演唱會，並推出Live DVD《Interlude Musical》。
還參與《Les Grandes Voix》病童救助計畫。
2014年與西班牙歌手《小胡里奧·伊格萊西亞斯》及法國歌手暨音樂劇演員《達米安·薩爾格》共同推出《拉丁情人》專輯(Latin Lover)。
並在法國巴黎舉行個人演唱會，並推出兩張Live DVD(Live à l'Acte 3)
同年他還參與音樂劇《你好!朋友》，飾演《Idole》。

### 回歸《羅密歐與茱麗葉》和《搖滾莫札特》(2015年-2019年)

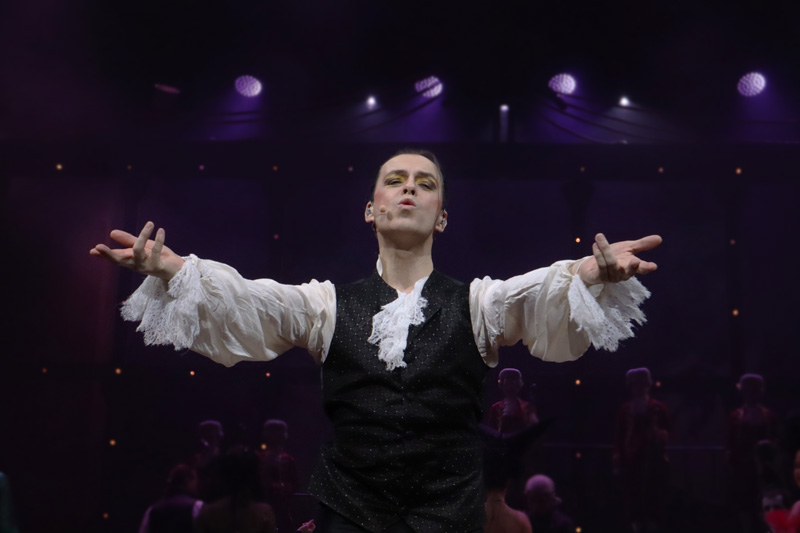
Nuno Resende(在法語音樂劇：搖滾莫札特(2019年)

2015年，音樂劇《羅密歐與茱麗葉－維洛納之子》於韓國巡迴，Nuno替補《羅密歐》和《鐵豹》兩個角色。
以及發布了他的首張個人EP：《Something goin'on》。 
隔年(2016年)，音樂劇《搖滾莫札特》於韓國巡迴，Nuno飾演《劇作家史蒂法尼》、《蘇斯邁爾》與小丑等角色，並替補男主角《莫札特》。

2017年，演出法語音樂劇《威廉泰爾》，飾演主角《威廉泰爾》。
2018年，音樂劇《搖滾莫札特》年初於上海，10月在台北演出，Nuno飾演《劇作家史蒂法尼》、《蘇斯邁爾》與小丑等角色，並替補男主角《莫札特》。
同年，音樂劇《羅密歐與茱麗葉－維洛納之子》4~6月於亞洲巡迴，Nuno替補《羅密歐》、《莫枯修》、《鐵豹》和《班福留》四個角色。
並在比利時L'O Bar舉行個人演唱會，之後推出Live DVD《A live @ L'O Bar》。
2019年，音樂劇《搖滾莫札特》於中國各城市巡迴，Nuno飾演《劇作家史蒂法尼》、《蘇斯邁爾》與小丑等角色，並替補男主角《莫札特》。
同年，音樂劇《羅密歐與茱麗葉－維洛納之子》於中國巡迴，Nuno替補《羅密歐》、《莫枯修》、《鐵豹》和《班福留》四個角色。
在結束音樂劇的巡迴之後，Nuno於8月起在台灣、廣州、北京和上海舉辦個人演唱會。

## 唱片

### 音樂劇專輯
- 1999年 : 美女與野獸
- 1999年 : La Teuf
- 2003年 : 柳媚花嬌
- 2007年 ：阿拉丁
- 2011年 ：亞當與夏娃：第二次機會
- 2013年 : 伊莉莎白
- 2013年 ：皮諾丘
- 2014年 ：拉丁情人

### 音樂劇DVD
- 2004年 : 柳媚花嬌
- 2010年 ：搖滾莫札特
- 2012年 ：亞當與夏娃：第二次機會

## 連結
- 官方网站